# Čopič (priimek)
Čopič je redkejši priimek v Sloveniji, ki ga je po podatkih Statističnega urada Republike Slovenije na dan 1. januarja 2010 uporabljalo 44 oseb in je med vsemi priimki po pogostnosti uvrščen na 8.183. mesto.

## Znani nosilci priimka
- Dragan Čopič, državni šahovski sodnik
- Henrik Čopič (1890—1956), elektroenergetik, univ. prof.
- Ivan Seljak-Čopič (1927—1990), slikar in ilustrator
- Jelisava (Špelca) Čopič (1922—2014), umetnostna zgodovinarka, profesorica ALU
- Jernej Čopič (*1975), matematik in ekonomist, univ. prof.; čelist
- Martin Čopič (*1950), fizik, univ. profesor
- Mihaela Čopič, prevajalka
- Milan Čopič (1925—1989), reaktorski fizik in tehnik, univ. prof.
- Venčeslav Čopič (1893—1980), šolnik, organizator, publicist
- Vesna Čopič (*1956), sociologinja, strokovnjakinja za kulturno politiko